# عقبه (فلسطین)
عقبه (به لاتین: Aqabah) یک روستا در دولت فلسطین است که در استان طوباس واقع شده‌است. عقبه ۳۰۰ نفر جمعیت دارد.